# Ignacio Bolívar y Urrutia

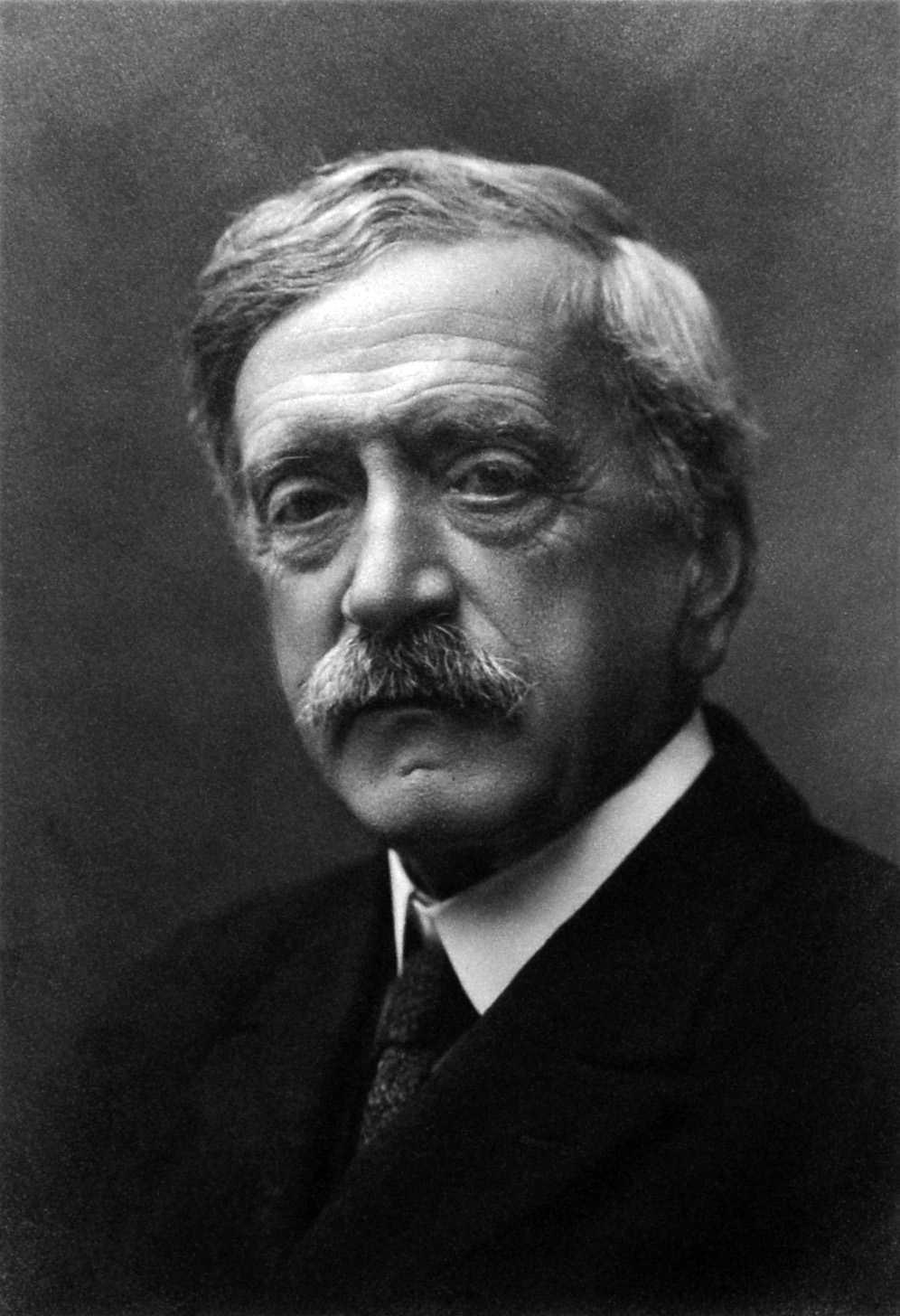
Ignacio Bolívar y Urrutia

Ignacio Bolívar y Urrutia (* 9. November 1850 in Madrid; † 19. November 1944 in Mexiko-Stadt) war ein spanischer Zoologe mit Schwerpunkt auf der Entomologie.

## Leben und Wirken
Bolívar studierte Rechts- und Naturwissenschaften an der Universität Madrid ohne sich in seinem weiteren Leben auf dem Gebiet der Jurisprudenz noch einmal zu betätigen. Noch während seines Studiums gehörte er zu den Gründungsmitgliedern der 1871 gegründeten Real Sociedad Española de Historia Natural (Naturhistorische Gesellschaft Spanien) zu dessen Ehrenpräsidenten er 1920 ernannt wurde.
Nach seinem Studium übernahm er zunächst eine Assistententätigkeit am Museo Nacional de Ciencias Naturales dessen Direktor er Jahre später, von 1901 bis 1936 war. Aber schon 1877 wurde er als ordentlicher Professor an der Universität Madrid auf den Lehrstuhl für Entomologie berufen. Dort widmete er sich insbesondere der Erforschung von Heuschrecken und Fadenhaften und erweiterte entsprechend die entomologischen Sammlungen des Museums und der Universität signifikant. Doch schon ein Jahr zuvor, 1876 publizierte Bolívar seine erste bedeutende Publikation mit der Sinopsis de los ortópterosde de España y Portugal, einer Übersicht von Orthopteren (Heuschrecken) auf der iberischen Halbinsel.
Als Protagonist Darwins, war sein Augenmerk ebenfalls auf die biologische Forschung gerichtet. Eine Folge davon war seine Initiative zur Gründung der meeresbiologischen Station in Santander 1887. Als Mitglied und Präsident des Consejo Nacional de Instrucción Pública (Nationales Komitee für die öffentliche Bildung) übte Bolívar zudem einen wesentlichen Einfluss auf die spanischen Universitätsreformen von 1901 aus. Verdienste erwarb sich Bolívar auch für die Verbreitung der Theorie der Genetik in Spanien, die auf den Ergebnissen der Forschungen Mendels und Morgans fußten.
Seit 1898 Mitglied der Spanischen Akademie der Wissenschaften emigrierte er trotzdem während des spanischen Bürgerkriegs Ende der 1930er Jahre nach Mexiko, wo ihm 1940 von der Nationalen Autonomen Universität von Mexiko die Ehrendoktorwürde verliehen wurde.

## Werke
- I. Bolívar y Urrutia: Sinopsis de los ortópterosde de España y Portugal (1876). Estudios entomológios (1912–1918).
- I. Bolívar y Urrutia: Mémoires d'Entomologie 1, Conocefalionos sud-americanos. / Ignacio Bolívar / Valparaiso : Reviste chilena historia natural. 1903.
- I. Bolívar y Urrutia, Salvador Calderón y Arena: Nuevos elementos de historia natural. Impr. de March y Samarán, Madrid 1920.
- I. Bolívar y Urrutia: Artrópodos del viaje al Pacífico verificado de 1862 á 1865 por una comision de naturalistas enviada por el gobierno español. Insectos neurópteros y ortópteros. Impr. de M. Ginesta, Madrid 1884.
- I. Bolívar y Urrutia: Catálogo sinóptico de los ortópteros de la fauna Ibérica. Imp. da Universidade, Coimbra 1898.

## Nachweise
1. 1 2  Biography of Ignacio Bolívar y Urrutia (1850–1944) (englisch) (Seite nicht mehr abrufbar, festgestellt im Juli 2025. Suche in Webarchiven)  Info: Der Link wurde automatisch als defekt markiert. Bitte prüfe den Link gemäß Anleitung und entferne dann diesen Hinweis.
2. 1 2 3 4  Isolde Schmidt: Bolívar y Urrutia, Ignacio. In: Lexikon der bedeutenden Naturwissenschaftler. Band 1, Elsevier, München 2007, ISBN 3-8274-1883-6, S. 204.
3. ↑  Kantabrisches Schifffahrtsmuseum. Spain Info, abgerufen am 19. Februar 2020.
4. ↑  Plan estratégico 2019–2023 Consejería de Educación, Cultura y Deporte MUSEO MARÍTIMO DEL CANTÁBRICO. (PDF) MMC, abgerufen am 19. Februar 2020 (spanisch).
5. ↑  Ignacio Bolívar Urrutia (1850–1944); Complutense University of Madrid (englisch)

| Personendaten    | Personendaten                                      |
| ---------------- | -------------------------------------------------- |
| NAME             | Bolívar y Urrutia, Ignacio                         |
| KURZBESCHREIBUNG | spanischer Zoologe und Entomologe, Hochschullehrer |
| GEBURTSDATUM     | 9. November 1850                                   |
| GEBURTSORT       | Madrid                                             |
| STERBEDATUM      | 19. November 1944                                  |
| STERBEORT        | Mexiko-Stadt                                       |